# Torre d'Aruej
El Torre de Aruej, a l'abandonat caseriu d'Aruej, pertanyent al municipi de Villanúa, a la província d'Osca, és un monument catalogat de forma genèrica com a bé d'interès cultural, segons el que es disposa en la disposició addicional segona de la Llei 3/1999, de 10 de març, del Patrimoni Cultural Aragonés. El conjunt poblacional posseeix molt pocs edificis més, destacant la presència d'una petita ermita romànica, que és realment una església dedicada a Sant Vicent. Actualment la torre, que és propietat particular, està dedicada a ús agropecuari i com a corral.

## Història
La Torre és en un lloc que ha rebut al llarg de la seva història nomenis diversos com Aruex o Arueg. Etimològicament el nom té el seu origen en la paraula preromana arraugia / arraugio, que significa torrent o rierol. Ja se l'anomena en les Cròniques visigodes de Toledo del segle vii en les quals es considerava part de les funcions del Senyor de Aruej el manteniment de l'accés a França per la denominada calçada del Summo Porto romà, actual port de Somport. És per això que aquest caseriu va tenir tanta importància en l'alta edat mitjana, constituint el seu propi “ajuntament”. També es localitzava en aquest assentament de població l'arxiprestat d'Aruex, que pertanyia en aquest moment al bisbat d'Osca, fins que en 1571 passa a ser part integrant del de Jaca. El Senyoriu d'Aruex es va crear al segle xvii per defensar militarment aquest pas pels Pirineus. Actualment forma part del municipi de Villanúa.

## Arquitectura
La torre presenta planta rectangular, amb murs de gran altura i acabada en una coberta de teula a dues aigües. El seu caràcter defensiu s'aprecia per l'existència en les seves façanes d'espitlleres. La seva construcció és de carreus, que emmarquen fins i tot les finestres. Amb el temps va acabar utilitzant-se com a habitatge habitual, la qual cosa va portar a realitzar certes transformacions externes i internes, entre elles l'obertura de balconades.